# Tour Super Chapelle
Tour Super Chapelle ist der Name eines Hochhauses im 18. Arrondissement von Paris nahe der Porte de la Chapelle. Erbaut wurde das Hochhaus 1968 nach Plänen des Architekten André Remondet. Das Gebäude verfügt über 27 Etagen und misst 86 Meter. So wie viele andere Gebäude entlang des Boulevard périphérique verfügt auch das Hochhaus über Leuchtreklamen auf dem Dach. In den 1980er und 1990er Jahren war eine Leuchtreklame von Mercedes auf dem Dach installiert, anschließend dann Leuchtreklame von Agfa, später von Canon und heute von LG. Ende der 1990er Jahre wurde das Gebäude umfassend renoviert und die vormals graue Fassade in dezenten Blau- und Rosétönen gestrichen. Zusammen mit der 1967 ebenfalls von Remondet erbauten Tour La Sablière auf der gegenüberliegenden Straßenseite der Rue de la Chapelle bilden die beiden Wohntürme ein Tor. Das Gebäude ist mit der Métrostation Porte de la Chapelle an den öffentlichen Nahverkehr im Großraum Paris angebunden.